# Delosperma deleeuwiae
Delosperma deleeuwiae är en isörtsväxtart som beskrevs av Lavis. Delosperma deleeuwiae ingår i släktet Delosperma, och familjen isörtsväxter. Inga underarter finns listade i Catalogue of Life.